# 沖縄県立南部工業高等学校
沖縄県立南部工業高等学校（おきなわけんりつ なんぶこうぎょうこうとうがっこう）は、沖縄県島尻郡八重瀬町字富盛にある公立工業高等学校。

## 学科
全日制
- 機械科
- 電気設備科
- コンピューターデザイン科

## 沿革
- 1969年4月16日 - 開校。機械科・電気科・自動車科・木工工芸科を設置する。
- 1972年4月1日 - 自動車科・木工工芸科を設備工業科に変更する。
- 1972年5月15日 - 沖縄県立南部工業高等学校に改称する。
- 1998年4月1日 - 設備工業科を設備システム科に変更する。
- 2005年4月1日 - 機械科・電気科・設備システム科を機械システム科・IT環境科・コンピュータデザイン科に変更する。
- 2010年 - 機械システム科・IT環境科を機械科・電気設備科に変更する。

## 著名な出身者
- 平良朝治-ウエイトリフティング国体5連覇（1984年-1988年）、ロサンゼルス・ソウルオリンピック2大会連続出場。

## 交通アクセス

### 路線バス
| 運行事業者   | 路線・系統                                                  | 下車停留所     |
| ------------ | ----------------------------------------------------------- | -------------- |
| 沖縄バス     | 34番・東風平線 334番・国立劇場おきなわ線 36番・糸満～新里線 | 南部工業高校前 |
| 琉球バス交通 | 50番・百名（東風平）線 83番・玉泉洞線                       | 富盛           |